# 내 최애는 악역 영애.
《내 최애는 악역 영애.》(일본어: 私の推しは悪役令嬢。 와타시노 오시와 아쿠야쿠 레이조[*])는 이노리.가 쓴 일본의 라이트 노벨이다. 약칭은 와타오시(わたおし).
이른바 이세계 환생이자 악역 영애로 놀던 오토메 게임의 주인공으로 환생한 전직 직장인이 그 게임의 오시 캐릭터인 악역 영애를 자기 것으로 만들기 위해 분투한다는 내용이다.
소설가가 되자 등의 소설 투고 사이트에서 2018년 1월부터 2021년 2월까지 연재되었다. 2019년 2월에 한 번 완결되었지만, 연재는 2020년 1월에 재개되어, 2021년 2월에 다시 완결을 맞이했다.
2019년 1차 완결과 같은 달 GL 문고(아이나카 출판)에 의해 전자책 1권이 발매되었다. 일러스트는 하나가다가 담당했다. 2019년 서적화 이래 한국어, 영어, 포르투갈어(브라질), 스페인어, 베트남어, 프랑스어, 태국어, 중국어(대만)로서 8개 언어의 번역판이 출판되었다. 한국어판의 출판에 수반해 처음으로 종이 매체의 서적화가 실현되었다.
아오노 시모가 지은 만화판이 이치진샤의 백합 만화 잡지 《코믹 유리히메》에 2020년 8월호(2020년 6월)부터 연재되고 있다. 한국어, 영어, 태국어, 중국어(대만)로 다른 언어로 출판되었다.
tsuke가 지은 공식 스핀오프 만화 《내 최애는 악역 영애. 메이드 키친》도 《코믹 유리히메》 2023년 8월호(2023년 6월)부터 같은 해 11월호까지 연재되었다.
원작자에 의한 스핀오프 작품 《평민 주제에 건방지군요!》는 2021년 5월부터 소설가가 되자 등에서 연재 중이다. 《평민 주제에 건방지군요!》는 GL 문고에 의해 서적화되어 2022년 2월에 제1권이 발매되었다.

## 줄거리
평범한 회사원인 오오하시 레이는 과로사하고 갑자기 자신이 가장 좋아하는 오토메 게임 레볼루션의 여주인공인 레이 테일러로 환생하는 것을 발견한다. 하지만, 레이는 바우어 왕국의 왕자들과의 게임의 세 가지 오리지널 로맨스 루트에 관심이 없다. 대신, 그녀는 게임의 주요 적수인 클레어 프랑소와에게 마음을 둔다. 레이는 다가올 게임의 사건들에 대한 지식을 이용하여 다가오는 혁명이 일어날 가능성을 없애기 전에 클레어에게 행복한 결말을 지어주려고 노력한다.

## 등장인물
레이 테일러
성우 - 세리자와 유
본작의 주인공. 오토메 게임을 좋아하는 OL 오오하시 레이에서 오토메 게임의 주인공으로 환생한 여성. 마법의 적성과 성적의 우수성으로 평민틀 수석특대생으로 바우어 왕립학원에 입학. 클레어, 그리고 1부 막판에 생긴 딸 둘을 사랑해 마지않는다. 이 세 사람 이외의 사람이나 일에는 관심이 적다.
클레어 프랑소와
성우 - 나나미 카린
본작의 히로인. 오토메 게임 'Revolution'의 악역. 재무경의 딸. 레이를 학원에서 쫓아내기 위해 괴롭히고 성적에 따른 사투도 걸었지만 레이가 호의를 표하면서 실패로 끝난다.
미샤 유르
성우 - 아이미
레이의 룸메이트이자 가장 친한 친구다. 한때 귀족 가문이었지만 몰락한다.
레네 오르소
성우 - 하세가와 이쿠미
클레어가 어릴 때부터 프랑소와 집을 맡은 메이드. 때로는 채소를 남긴 클레어를 엄격히 주의하는 등 언니 같은 존재다.
로드 바우어
성우 - KENN
바우어 왕국의 왕족 중 가장 나이가 많고 왕위 계승 서열 1위이다. 그는 레이에게 관심을 갖게 되는 활기찬 청년으로, 그녀를 매우 실망시켰다. 로드는 게임 내에서 가장 인기 있는 공략 대상이다.
세인 바우어
성우 - 나미카와 다이스케
바우어 왕국의 왕족 중 두 번째 후계자이다. 테인은 종종 금욕적이고 그의 능력이 그의 형제들보다 열등하다고 느끼며, 이에 대해 콤플렉스가 있다. 테인은 게임 내에서 가장 인기 없는 공략 대상으로 꼽힌다.
유 바우어
성우 - 히카사 요코
바우어 왕국의 왕족 중 세 번째 후계자이다. 카리스마 있고 매력적인 왕자 타입으로 교활한 마음을 감추기 위해 매력을 사용한다. 유 바우어는 게임 내에서 두 번째로 인기 있는 공략 대상이다.
로렛타 크글렛
성우 - 마츠모토 사라
무문의 명가인 쿠그렛 가의 영애.
피피 발리에
성우 - 쿠리사카 미나미
발리에 가의 영양. 클레어를 존경하고 학원에서도 항상 행동을 함께하고 있다.
마나리아 스스
성우 - 미즈키 나나
제4장부터 등장하는 스스 왕국의 왕녀.
레레어
성우 - 쿠리사카 미나미
레이가 계약한 조그만 슬라임.
도르 프랑소와
성우 - 미카미 사토시
클레어의 아버지. 재무 대신을 맡고 있어 국왕, 재상에 이은 넘버 3의 인물.

## 서지 정보
- 이노리. (저자) 하나가타(일러스트) 《내 최애는 악역 영애.》 아이나카 출판〈GL 문고〉, 전 5권
  1. 2019년 2월 26일 발매[13], ASIN B07NRCPYW6
  2. 2019년 8월 26일 발매[31], ASIN B07WLYXQCL
  3. 2020년 8월 26일 발매[32], ASIN B08GFH5GLX
  4. 2021년 2월 26일 발매[33], ASIN B08WVZR7HJ
  5. 2021년 8월 26일 발매[34], ASIN B09CTSPDNM

## TV 애니메이션
2023년 10월부터 12월까지 TOKYO MX 등에서 방송되었다.

### 스태프
- 원작 - 이노리.
- 캐릭터 원안 - 하나가타, 아오노 시모
- 감독 - 오오바 히데아키
- 시리즈 구성·각본 - 히사오 아유무
- 캐릭터 디자인 - 사토 요코
- 총작화 감독 - 사토 요코, 코바야시 토시미츠
- 액션 작화감독 - 사이키 야스히로
- 프롭 디자인 - 스기무라 토모카즈
- 색채 설계 - 야마가미 아이코
- 미술 감독 - 야치 키요타카
- 촬영 감독 - 아사카와 시게키
- 편집 - 키무라 카시코
- 음향 감독 - 타카쿠와 하지메
- 음향 효과 - 이나다 유스케
- 음악 - 아사쿠라 노리유키, 우사기토 우마
- 음악 제작 - 킹레코드
- 프로듀서 - 후지이 타카히로, 이케노리 쇼고, 진구지 타케시
- 애니메이션 프로듀서 - 요네자와 에미
- 애니메이션 제작 - 플래티넘 비전
- 제작 - 와타오시 제작위원회

### 주제가
レイジョアハンズ!! 〜Raise Y/Our Hands!!〜
레이(세리자와 유)&클레어(나나미 카린)에 의한 오프닝 테마. / 작사·작곡·편곡 - TECHNOBOY'S PULCRAFT GREEN-FUND
O.C. ～Optimum Combination～
레이(세리자와 유)&클레어(나나미 카린)에 의한 엔딩 테마. / 작사·작곡·편곡 - TECHNOBOY'S PULCRAFT GREEN-FUND

### 방영 목록
| 화수   | 제목                                                 | 그림 콘티         | 연출            | 작화 감독                         | 총작화 감독       | 방송일          |
| ------ | ---------------------------------------------------- | ----------------- | --------------- | --------------------------------- | ----------------- | --------------- |
| 제1화  | 異世界生活は猪突猛進。 이세계 생활은 저돌 맹진.      | 오오바 히데아키   | 오오바 히데아키 | 오가와 코지                       | 사토 요코         | 2023년 10월 3일 |
| 제2화  | メイドの仕事は愛情奉仕。 메이드 일은 애정 봉사.      | 니와 모토히코     | 니와 모토히코   | 카지우라 신이치로                 | 코바야시 토시미츠 | 10월 10일       |
| 제3화  | 私の恋は七転八起。 내 사랑은 칠전팔기.               | 오오바 히데아키   | 오오바 히데아키 | 미나미 신이치로                   | 사토 요코         | 10월 17일       |
| 제4화  | 魔物の襲撃は油断大敵。 마물의 공격에 방심은 금물.    | 니와 모토히코     | 니와 모토히코   | 오가와 코지                       | 코바야시 토시미츠 | 10월 24일       |
| 제5화  | 騎士団試験は波瀾万丈。 기사단 시험은 파란만장.       | 오오바 히데아키   | 오오바 히데아키 | 카지우라 신이치로                 | 사토 요코         | 10월 31일       |
| 제6화  | 秘密のは他言無用。 비밀의 이유는 누설 금지.          | 니와 모토히코     | 니와 모토히코   | 미나미 신이치로                   | 코바야시 토시미츠 | 11월 7일        |
| 제7화  | 学際の決め手は逆転喫茶。 축제의 승부수는 역전 카페.  | 요시카와 히로아키 | 니와 모토히코   | 오가와 코지                       | 사토 요코         | 11월 14일       |
| 제8화  | 渦巻く流れは権謀術数。 소용돌이치는 흐름은 권모술수. | 오오바 히데아키   | 오오바 히데아키 | 미나미 신이치로                   | 사토 요코         | 11월 21일       |
| 제9화  | 私の主は永遠不変。 내 주인은 영원불변.               | 니와 모토히코     | 니와 모토히코   | 카지우라 신이치로 미나미 신이치로 | 코바야시 토시미츠 | 11월 28일       |
| 제10화 | 新たな恋敵は完璧超人。 새로운 연적은 완전무결.       | 요시카와 히로아키 | 오오바 히데아키 | 카지우라 신이치로                 | 코바야시 토시미츠 | 12월 5일        |
| 제11화 | 恋のすれ違いは絶体絶命。 엇갈린 사랑은 절체절명.     | 요시카와 히로아키 | 오오바 히데아키 | 오가와 코지                       | 사토 요코         | 12월 12일       |
| 제12화 | 私と推しは相思相愛。 나와 최애는 같은 마음.          | 니와 모토히코     | 니와 모토히코   | 오가와 코지 미나미 신이치로       | 사토 요코         | 12월 19일       |

## 반응
아니메 뉴스 네트워크의 2020년 가을 라이트 노벨 가이드에서 이 시리즈는 일반적으로 긍정적인 평가를 받았다. 그러나, "만약 레이와 클레어가 둘 다 좋아하는 것이 거의 매우 어려운 것으로 시작한다면, 그들은 소설의 중간쯤에서 그들을 응원하기 더 쉽게 만드는 충분한 변화를 겪는다"고 언급했다.
다른 사람들은 이 시리즈에 대해 더 긍정적인 반응을 보였다. 유리콘의 창시자인 에리카 프리드먼은 첫 번째 라이트 노벨에게 총 9점을 주었다. 프리드먼은 또한 "그리고 나서 레이의 가장 친한 친구이자 룸메이트이자 호일이었던 미샤가 레이에게 돌아서서 '너 게이냐?'고 묻는 순간을 맞닥뜨린다.…그리고 등장인물들은 성에 대해 솔직한 대화를 나눈다." 니키 바우만은 캐릭터와 스토리텔링에서 LGBT 테마에 대한 시리즈 오픈 포커스가 유리 장르의 전형적인 것이 아니라고 언급하며 유리 테마와 스토리의 변화를 나타낼 수 있다고 제안했다..
2021년 3월, AnimeJapan에서 연간 애니메이션 순쉬를 보고 싶은 만화에서 5위를 차지했다. 2021년 6월, 《다음에 올 만화대상》의 만화 부문 후보에 올랐고, 50개의 후보 중 17위를 차지했다. 2022년에도 같은 상에 노미네이트되었다.
한국어 만화판이 'RIDI BOOKS AWARD 2020'의 베스트 GL 부문에서 노미네이트 되었고, 2021년 같은 상에서 베스트 GL상을 수상했다.